# Mesolecta angustella
Mesolecta angustella är en fjärilsart som beskrevs av Walker 1864. Mesolecta angustella ingår i släktet Mesolecta och familjen plattmalar. Inga underarter finns listade i Catalogue of Life.